# Ralf Andtbacka
Ralf Andtbacka, född den 19 december 1963 i Kronoby, Finland, är en finlandssvensk författare, förläggare och lärare. Han är bosatt i Vasa sedan 1990. Han är filosofie magister från Åbo Akademi med engelska språket och litteraturen som huvudämne. 
Andtbacka har varit mångsidigt verksam på det litterära fältet sedan slutet av 1980-talet. Han debuterade 1994 med diktsamlingen Öga för öga och har gett ut sexton böcker. 2000–2005 var han länskonstnär i litteratur i Österbotten. Han tog initiativ till litteraturfestivalen Vaasa LittFest Vasa och fungerade som dess konstnärliga ledare 2001–2004. Han är en av de drivande krafterna bakom Ellips förlag som inledde sin verksamhet 2010.
Han har tilldelats en rad priser för sitt författarskap, bland annat Runebergspriset, Choraeuspriset. och Längmanska kulturfondens pris.